# Zec Lavigne
La zec Lavigne est une zone d'exploitation contrôlée du Québec située au nord de Saint-Côme dans Lanaudière.  Cette zec créée en 1978 de 406,31 km2 est gérée par l'Association de chasse et pêche Lavigne inc.
La zec Lavigne est bordée à l'ouest par le parc national du Mont-Tremblant.